# Donald Rayfield
Donald Rayfield (ur. 1942) – angielski profesor i tłumacz, redaktor słownika gruzińsko-angielskiego.

## Życiorys
Jest emerytowanym profesorem języka rosyjskiego i gruzińskiego na University of London. Napisał kilkanaście książek poświęconych pisarzom i intelektualistom rosyjskim, w tym biografię Antoniego Czechowa, jak również książki poświęcone sylwetkom działaczy radzieckich służb specjalnych.
Był głównym redaktorem dwutomowego wielkiego słownika gruzińsko-angielskiego wydanego w 2006. Tłumaczył na angielski literaturę gruzińską i rosyjską, m.in. Ofiarę króla Dymitra Ilii Czawczawadzego i Martwe dusze Gogola.